# Empis florisomna
Empis florisomna är en tvåvingeart som beskrevs av Friedrich Hermann Loew 1856. Empis florisomna ingår i släktet Empis och familjen dansflugor. Inga underarter finns listade i Catalogue of Life.